# Marutala, Sandur
Marutala là một làng thuộc tehsil Sandur, huyện Bellary, bang Karnataka, Ấn Độ.